# Temporada 1855-1856 del Liceu
En les representacions de La favorita de Donizetti, es fa ús de la traducció italiana de Calisto Bassi i no pas de la traducció "standard" de l'edició Ricordi feta per Francesco Jannetti. L'acte primer acabà amb el duo de Léonor i Fernand. Això vol dir que es va tallar l'escena i ària de tenor, un costum que s'ha
mantingut fins a l'any 2002. Es va fer el final original de París en el qual el baix torna a aparèixer al final de l'òpera. La cabaletta de Léonor va ser substituïda per una altra del mateix Donizetti.
| Temporada 1855-1856 del Liceu |                   |                  |                     | |           |                                                                                             |
| Òpera                         | Compositor        | Director musical | Director d'escena   | Papers principals | Producció | Dates                                                                                       |
| L'ebreo                       | Giuseppe Apolloni |                  |                     | Gaetano Fiori, Eugénie Julienne-Dejean, Gervasio Gómez, Giovanni De Vecchi, Agustí Rodas, Balbina Alabau, Josep Obiols |           | 7 d'octubre                                                                                 |
| La traviata                   | Giuseppe Verdi    | Marià Obiols     |                     | Eugénie Julienne-Dejean, Caterina Mas-Porcell, Balbina Alabau, Giovanni De Vecchi, Gaetano Fiori, Josep Santés, Josep Obiols |           | 25 d'octubre                                                                                |
| La favorita                   | Gaetano Donizetti | Marià Obiols     |                     | Margherita Bernardi, Balbina Alabau, Giovanni De Vecchi, Gaetano Fiori, Josep Santés, Agustí Rodas |           | 7, 8, 19, 29 novembre; 8, 30 desembre                                                       |
| Il trovatore                  | Giuseppe Verdi    | Marià Obiols     | Giovanni Cavalletti | Gaetano Fiori (novembre, desembre; gener, març), Domenico Mattioli (maig, juny), Eugénie Julienne-Dejean (novembre, desembre; gener, març), Filippina Crescimano (maig, juny), Margherita Bernardi, Giovanni De Vecchi, Agustí Rodas, Balbina Alabau, Manuel Arcas, Josep Obiols |           | 22, 23, 25, 26 novembre; 6, 14, 23, 27 desembre 1855; 10 gener; 5 març; 27 maig; 6, 16 juny |
| Norma                         | Vincenzo Bellini  | Marià Obiols     |                     | Giovanni De Vecchi, Agustí Rodas, Eugénie Julienne-Dejean/Annetta Caradori (maig), Margherita Bernardi, Caterina Mas-Porcell, Manuel Arcas |           | 1 de desembre a 9 de gener; 7, 8, 12 i 30 de maig                                           |
| Gli Ugonotti                  | Giacomo Meyerbeer |                  |                     | |           | 17 de gener                                                                                 |
| Lucrezia Borgia               | Gaetano Donizetti |                  |                     | |           | 31 de gener                                                                                 |
| Attila                        | Giuseppe Verdi    |                  |                     | |           | 13 de febrer                                                                                |
| Luisa Miller                  | Giuseppe Verdi    | Marià Obiols     |                     | Eugénie Julienne-Dejean, Giovanni De Vecchi, Domenico Mattioli, Caterina Mas-Porcell, Agustí Rodas |           | 8 de març                                                                                   |
| I martiri                     | Gaetano Donizetti |                  |                     | |           | 3 d'abril                                                                                   |
| L'elisir d'amore              | Gaetano Donizetti |                  |                     | |           | 24 de maig                                                                                  |
| Il barbiere di Siviglia       | Gioachino Rossini | Marià Obiols     |                     | Giacomo Galvani, Francesc Porcell, Margherita Bernardi, Domenico Mattioli, Agustí Rodas, Francesc Sánchez, Caterina Mas-Porcell, Manuel Arcas |           | 12 d'abril                                                                                  |
| Rigoletto                     | Giuseppe Verdi    | Marià Obiols     |                     | Giovanni De Vecchi, Domenico Mattioli, Filippina Crescimano, Agustí Rodas, Caterina Mas-Porcell, Josefina Vidal, Josep Obiols |           | 3, 4 juny 1856                                                                              |
| Fiorina                       | Carlo Pedrotti    |                  |                     | |           | 13 de juny                                                                                  |